# Вождь війни
«Вождь війни» (англ. Chief of War) — гавайський історичний драматичний міні-серіал, створений Томасом Паа Сіббеттом і Джейсоном Момоа. Момоа також виконав головну роль і став виконавчим продюсером серіалу, що складається із дев'яти епізодів. Прем'єра відбулася на стрімінговій платформі Apple TV+ 1 серпня 2025 року.

## Сюжет
Сюжет заснований на історичних подіях і починається на рубежі XVIII століття, коли чотири королівства Гавайських островів перебували в стані війни. Головним героєм серіалу стане Кайана, корінний гавайець і воїн, який мандрує далеко від рідних островів. Він повертається додому та бере участь у кривавій кампанії, поки в останній момент не піднімає повстання. Об'єднання Гаваїв відбувалося з 1782 по 1810 рік під владою короля Камехамеха I.

## У ролях
- Джейсон Момоа — Кайана
- Темуера Моррісон — вождь Кахекілі
- Люсіан Б'юкенен — Каахуману
- Каїна Макуа — Камехамеха I
- Брендон Фінн - принц Купулі
- Джеймс Удом — Тоні
- Майнею Кінімака — Хеке
- Сіаосі Фонуа — Мауї
- Кліфф Кертіс — Кеоуа

## Епізоди
| № серії | Назва серії                                           | Режисер(и)                           | Сценарист(и)                                  | Оригінальна дата показу |
| ------- | ----------------------------------------------------- | ------------------------------------ | --------------------------------------------- | ----------------------- |
| 1       | «Вождь війни» «The Chief of War»                      | Джастін Чон                          | Томас Па'а Сіббетт і Джейсон Момоа            | 1 серпня 2025           |
| 2       | «Перебіг змінюється» «Changing Tides»                 | Джастін Чон                          | Томас Па'а Сіббетт, Даг Джанг і Джейсон Момоа | 1 серпня 2025           |
| 3       | «Місто квітів» «City of Flowers»                      | Андерс Енгстрем                      | Томас Па'а Сіббетт, Даг Джанг і Джейсон Момоа | 8 серпня 2025           |
| 4       | «Місто квітів, частина II» «City of Flowers, Part II» | Андерс Енгстрем, Браян Ендрю Мендоса | Томас Па'а Сіббетт, Даг Джанг і Джейсон Момоа | 15 серпня 2025          |
| 5       | «Гонка богів» «The Race of the Gods»                  | Браян Ендрю Мендоса                  | Томас Па'а Сіббетт, Даг Джанг і Джейсон Момоа | 22 серпня 2025          |
| 6       | «Розколота веслова лопата» «The Splintered Paddle»    | Браян Ендрю Мендоса                  | Томас Па'а Сіббетт, Даг Джанг і Джейсон Момоа | 29 серпня 2025          |
| 7       | «День розлитих мізків» «Day of Spilled Brains»        | Андерс Енгстрем                      | Томас Па'а Сіббетт, Даг Джанг і Джейсон Момоа | 5 вересня 2025          |
| 8       | «Священний гай ніу» «The Sacred Niu Grove»            | Браян Ендрю Мендоса                  | Томас Па'а Сіббетт, Даг Джанг і Джейсон Момоа | 12 вересня 2025         |
| 9       | «Чорна пустеля» «The Black Desert»                    | Джейсон Момоа                        | Томас Па'а Сіббетт і Джейсон Момоа            | 19 вересня 2025         |

## Виробництво
У квітні 2022 року стало відомо, що компанія Apple TV+ замовила зйомки восьмисерійного міні-серіалу, в якому Джейсон Момоа виконає головну роль і виступить виконавчим продюсером. У тому ж місяці з'явилася інформація, що Джастін Чон стане режисером перших двох епізодів серіалу.. У жовтні та листопаді було оголошено, що до акторського складу приєдналися Темуера Моррісон, Люсіан Бьюкенен, Ті Ао про Хінепехінга, Кайана Макуа, Мозес Гудс, Сіуа Ікале, Брендон Фінн, Джеймс Удом, Майнею Кінімака та Те Хоке.. Кліфф Кертіс приєднається до повторюваної ролі в лютому 2023 року.
Зйомки серіалу почалися в жовтні 2022 року в Новій Зеландії, затока Бей-оф-Айлендс була використана як Гаваїв XVIII століття.
1. ↑  https://www.apple.com/tv-pr/news/2025/03/apple-tv-unveils-first-look-at-star-executive-producer-and-writer-jason-momoa-in-the-epic-new-drama-chief-of-war-premiering-globally-friday-august-1-2025/
2. ↑  Petski, Denise (4 квітня 2022). Jason Momoa To Headline Chief Of War Limited Series For Apple TV+. Deadline Hollywood. Процитовано 19 жовтня 2022.
3. ↑  Otterson, Joe (14 квітня 2022). Jason Momoa Apple Series 'Chief of War' Sets 'Pachinko's' Justin Chon to Direct (EXCLUSIVE). Variety. Архів оригіналу за 4 червня 2022. Процитовано 27 травня 2022.
4. ↑  Petski, Denise (19 жовтня 2022). Temuera Morrison Joins Jason Momoa In Chief Of War Limited Series At Apple TV+. Deadline Hollywood. Архів оригіналу за 19 жовтня 2022. Процитовано 19 жовтня 2022.
5. ↑  Otterson, Joe (16 листопада 2022). Jason Momoa Apple Series Chief of War Casts Luciane Buchanan (Exclusive). Variety. Penske Media Corporation. Архів оригіналу за 12 липня 2024. Процитовано 28 березня 2024.
6. ↑  Petski, Denise (17 листопада 2022). Jason Momoa Apple Series 'Chief Of War' Adds Eight To Cast. Deadline Hollywood. Архів оригіналу за 17 листопада 2022. Процитовано 18 листопада 2022.
7. ↑  Petski, Denise (3 лютого 2023). Cliff Curtis Joins Jason Momoa's Apple Series Chief Of War As Recurring. Deadline Hollywood. Архів оригіналу за 3 лютого 2023. Процитовано 3 лютого 2023.
8. ↑  de Graaf, Peter (3 жовтня 2022). Rāwhiti abuzz as Aquaman star Jason Momoa welcomed to Bay of Islands. The New Zealand Herald. Архів оригіналу за 19 жовтня 2022. Процитовано 19 жовтня 2022.